# Sébastien Mueg

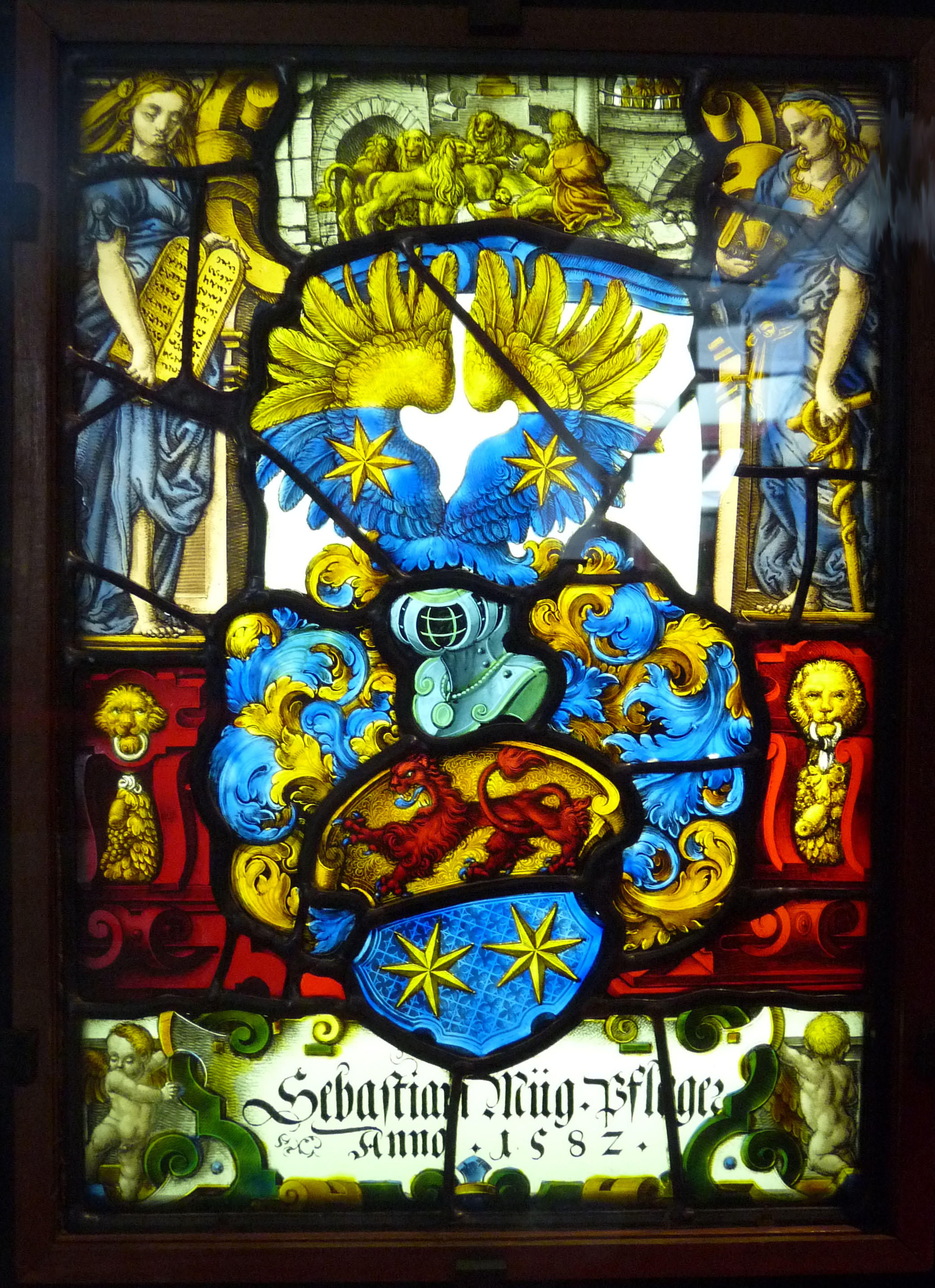
Vitrail aux armes de Sébastien Mueg (1582, Musée historique de Strasbourg)

Sébastien Mueg (1520-1609) est un riche négociant et longtemps stettmestre (Stettmeister) strasbourgeois, issu de la famille Mueg de Boofzheim où il introduisit la Réforme en 1545.
Il avait réuni en deux volumes in-4° toutes les inscriptions que renfermaient les églises et les couvents de Strasbourg dans la seconde moitié du XVIe siècle, sous le titre Monumenta in ecclesiis et claustris argentinensibus, mais ce manuscrit a été détruit dans l'incendie de la bibliothèque municipale de Strasbourg en 1870. Selon l'archiviste-bibliothécaire Louis Schneegans, il en existait une copie, mais il ignore ce qu'elle est devenue.